# Przesiewanie

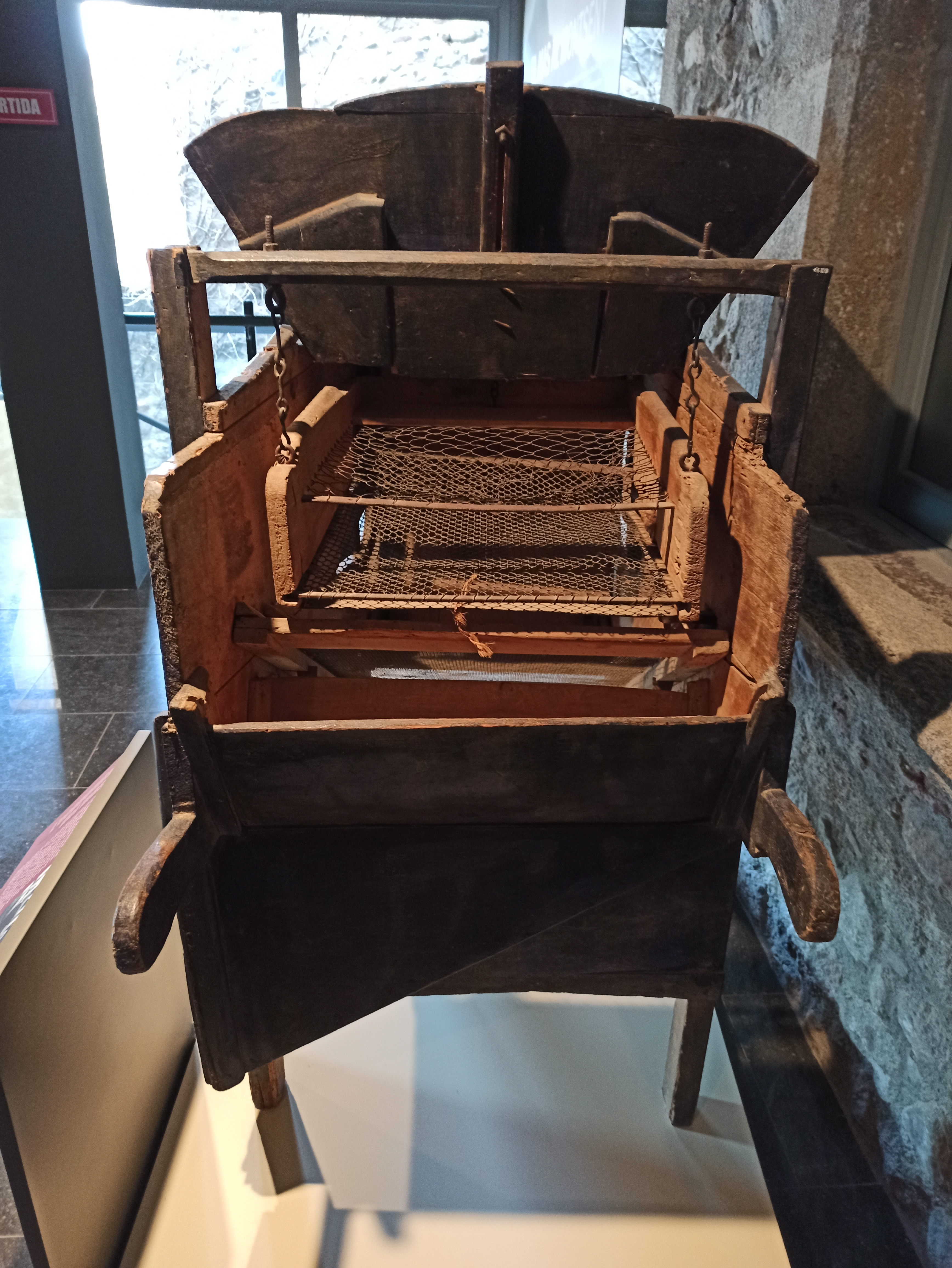
Sito wstępne i górne w wialni

Przesiewanie – proces separacji mechanicznej polegający na przechodzeniu przez sito ziaren, które są mniejsze niż otwory sita. Ziarna większe pozostają na sicie lub z niego spadają. Przesiewanie rozdziela nadawę na dwa lub więcej produktów różniących się rozmiarem ziarna. Produkt otrzymywany z ziaren przechodzących przez sito nazywa się produktem dolnym a pozostające na sicie produktem górnym. Przesiewanie jest często stosowaną metodą separacji. Jest stosowane w mineralurgii, rolnictwie i przetwórstwie rolno-spożywczym. Jest stosowane samodzielnie, na pojedynczym sicie jak i w układach sit, oraz w połączeniu z innymi metodami np. wianiem w czyszczalniach rolniczych i wialni.    
Sito do przesiewania ręcznego to przetak.
Przy przesiewaniu na zespołach sit uzyskuje się frakcje zwanych klasami ziarnowymi. W celu oceny nadawy lub procesu separacji, uzyskane produkty rozdziału analizuje się ze względu na skład ziarnowy. Przesiewanie stosowane w celu określenia struktury uziarnienia to analiza sitowa. 
Przesiewanie jest prowadzone na sucho lub na mokro. 
W czyszczalniach rolniczych często stosowany jest system dwóch sit, górne i dolne. Separowany materiał (ziarno celne) ma przejść przez sito górne i pozostać na sicie dolnym. Materiał pozostający na górnym sicie określa się jako nadziarno, a przesiewany przez dolne jako podziarno.